# Hesmond
Hesmond település Franciaországban, Pas-de-Calais megyében. Lakosainak száma 164 fő (2022. január 1.). Hesmond Embry, Lebiez, Loison-sur-Créquoise, Offin, Saint-Denœux és Boubers-lès-Hesmond községekkel határos.

## Népesség
A település népességének változása:
| Lakosok száma | 179  | 176  | 178  | 165  | 160  | 159  | 159  | 156  | 164  |
|               | 2013 | 2015 | 2016 | 2017 | 2018 | 2019 | 2020 | 2021 | 2022 |